# Даґ Рут
Даґ Рут (англ. Doug Root; нар. 16 грудня 1977) — колишній американський тенісист.
Найвищу одиночну позицію світового рейтингу — 688 місце досяг 1 квітня 2002, парну — 388 місце — 22 жовтня 2001 року.

## Титули ITF Ф'ючерс

### Парний розряд: (5)
| Ранг | Дата     | Турнір                        | Покриття | Партнер          | Суперники                    | Рахунок       |
| ---- | -------- | ----------------------------- | -------- | ---------------- | ---------------------------- | ------------- |
| 1.   | Чер 1999 | США F8, Данвілл               | Тверде   | Брендон Гоук     | Гейдн Вейкфілд Гарет Вільямс | 6–4, 6–7, 6–3 |
| 2.   | Лип 1999 | США F9, Реддінґ               | Тверде   | Брендон Гоук     | Гейдн Вейкфілд Гарет Вільямс | 6–2, 2–6, 6–2 |
| 3.   | Лис 2000 | США F26, Лафаєтт              | Тверде   | Джек Брейсінгтон | Томас Блейк Джефф Моррісон   | W/O           |
| 4.   | Тра 2001 | Мексика F3, Агуаскальєнтес    | Тверде   | Фредерік Ніємеєр | Кері Франклін Джефф Вільямс  | 6–3, 6–4      |
| 5.   | Жов 2001 | Велика Британія F10, Единбург | Тверде   | Генрік Андерссон | Веслі Муді Луїс Восло        | 6–2, 3–6, 7–5 |